# Alfred Wilson (Ruderer)
Alfred Mayo „Al“ Wilson (* 31. Dezember 1903 in Minneapolis; † 27. Oktober 1989 in Vineyard Haven, Massachusetts) war ein US-amerikanischer Ruderer.
Der 1,84 m große Wilson begann 1921 mit seinem Studium an der Yale University und gehörte in allen vier Jahren an der Universität zur Ruderauswahl. 1924 war er Mitglied des Yale-Achters, der für die Vereinigten Staaten bei den Olympischen Spielen 1924 in Paris startete. Im zweiten Vorlauf gewann die Crew vor den Booten aus Kanada und aus den Niederlanden. Im Finale traten als Vorlaufsieger neben den US-Amerikanern die Briten und die Italiener an, hinzu kamen die Kanadier als Sieger des Hoffnungslaufs. Im Ziel des Endlaufs hatten die US-Amerikaner wie im Vorlauf über 15 Sekunden Vorsprung auf die Kanadier, die Bronzemedaille erhielten die Italiener.
Nach seinem Studienabschluss arbeitete Wilson zunächst in Boston, kehrte aber später in seinen Heimatstaat Minnesota zurück und war dort bis zum Erreichen des Ruhestands für das Heizungstechnik-Unternehmen Honeywell Corp tätig.